# Ханна. Совершенное оружие
«Ханна. Совершенное оружие» (англ. Hanna) — остросюжетный боевик режиссёра Джо Райта. Премьера в США прошла 8 апреля 2011 года, в России — 5 мая.

## Сюжет
16-летняя Ханна Хеллер выросла в лесу на севере Финляндии со своим отцом Эриком. Она не знает, что такое современные технологии, зато говорит на многих языках и обладает навыками выживания. Когда придет время, её умение убивать станет орудием мести в руках Эрика. Цель Ханны — Марисса Виглер, агент ЦРУ. В своё время Марисса должна была убить предавшего агентство Эрика, чтобы замести следы некоего тайного проекта, который не должен был стать известен общественности. На допросе Ханна просит встречи с Виглер и во время разговора с ней девушка убивает её, после чего сбегает с базы вместе с украденным файлом о своей ДНК. Ханна ещё не знает, что Марисса вместо себя послала на смерть другую.
Убегая от преследования в пустыне, Ханна впервые знакомится с девочкой Софи и ее младшим братом, но отказывается от услуги поехать на их автобусе. Пешком добирается до крупного города и понимает, что находится в Рабате (Марокко), где случайно вновь встречает детей.
Познакомившись с родителями (Себастьян и Рейчел) детей Ханна еще больше сдружилась с их дочерью Софи. Выслушав заготовленную легенду, туристы решают помочь девушке добраться до Берлина, где Ханна должна встретиться с отцом. Между тем Марисса посылает наемников во главе с Айзексом, чтобы устранить Ханну, а сама отправляется на поиски Эрика в Германии. Люди Айзекса находят Ханну, но девушке удается уйти от преследования. Семья, с которой она была, подвергается допросу. Марисса обманом узнает, куда направляется Ханна.
В Берлине Ханна встречается с одним из коллег Эрика, который живёт в парке развлечений. Здесь их находят Марисса и Айзекс. Они убивают коллегу Эрика, но Ханне удаётся сбежать. Она узнаёт, что её цель ещё жива и, подслушав разговор Мариссы и Айзекса, узнаёт, что Эрик не её отец. Затем Ханна отправляется в интернет-кафе, где ищет информацию о модификации ДНК, об отце и матери. Ханна встречает Эрика и обвиняет его во лжи.
Эрик рассказывает Ханне всю правду о её рождении. Оказывается, что он на самом деле не отец Ханны, а был вербовщиком беременных женщин в клиниках абортов. ЦРУ планировало изменить детские ДНК, увеличивая силу, выносливость и рефлексы, чтобы создать группу супероперативников, которые могли бы проходить курс тренировок с рождения. Однако проект руководством ЦРУ был признан неудачным, и все женщины были устранены, в том числе мать Ханны, хотя Эрик пытался спасти её.
Появляются наемники Айзекса. Эрик отвлекает внимание на себя, чтобы Ханна спаслась. Он убивает наемников, в том числе и самого Айзекса, но в итоге Марисса убивает Эрика.
Виглер настигает Ханну в парке развлечений. Ханна выпускает оставшуюся после пыток Айзекса стрелу, которая вонзается рядом с сердцем Мариссы, Виглер за мгновение до этого стреляет в Ханну из пистолета и ранит её. Когда серьёзно раненная Виглер пытается отползти в безопасное место, девушка добивает её. Миссия Ханны выполнена.

## В ролях
- Сирша Ронан — Ханна Хеллер
- Эрик Бана — Эрик Хеллер
- Кейт Бланшетт — Марисса Виглер
- Том Холландер — Айзекс
- Оливия Уильямс — Рейчел
- Джейсон Флеминг — Себастьян
- Джессика Барден — Софи
- Мишель Докери — Фальшивая Марисса
- Вики Крипс — Йоханна Задек
- Мартин Вуттке — Кнепфлер

## Отзывы
Фильм получил в основном положительные отзывы кинокритиков. На Rotten Tomatoes у фильма 71 % положительных рецензий из 236. На Metacritic — 65 баллов из 100 на основе 40 обзоров. Зрители, опрошенные CinemaScore, дали фильму среднюю оценку «C» по шкале от A+ до F.
Джастин Чанг из Variety сказал, что «Ханна» — это «пышно созданный триллер с погонями, который пульсирует энергией с первых минут, вызывающих выброс адреналина, до приглушённого финала». Роджер Эберт дал фильму три с половиной звезды из четырёх, прокомментировав: «Райт объединяет два жанра в стильное упражнение, которое, как ни странно, включает в себя и сентиментальность, и проницательность». 
С другой стороны, Питер Брэдшоу из The Guardian дал фильму две звезды из пяти, заявив: «Благодаря игре Кейт Бланшетт в роли злой ведьмы, нестандартной предпосылке, скучным локациям в стиле «Европудинг» и откровенно возмутительной скуке этот фильм испытает терпение каждого». Кеннет Туран из Los Angeles Times заявил, что фильм «начинается как пожар, но вскоре сгорает», добавив, что, хотя фильм «[б]лагословлен значительными достоинствами, включая умную концепцию, блестящую съёмку и харизматичную звезду, в конечном итоге он все их растрачивает, сведённый на нет досадным отсутствием тонкости и сдержанности».

## Саундтрек
Саундтрек к фильму был написан британским дуэтом The Chemical Brothers.
Используемые композиции:
- «В пещере горного короля» (Эдвард Григ)